# Negreşti (Neamţ)
Negreşti é uma comuna romena localizada no distrito de Neamţ, na região de Moldávia. A comuna possui uma área de 53.01 km² e sua população era de 1996 habitantes segundo o censo de 2007.